# Big Tips Texas
Big Tip Texas (en Latinoamérica Meseras y propinas) es una serie estadounidense de estilo documental que se estrenó en MTV el 9 de octubre de 2013. Big Tips Texas sigue a un grupo de empleados en un restaurante "Redneck Heaven"-. un Breastaurant en Lewisville, Texas.

## Lista de episodios
| Temporada | Temporada | Episodios | Fecha de estreno     | Última emisión          |
| --------- | --------- | --------- | -------------------- | ----------------------- |
|           | 1         | 14        | 9 de octubre de 2013 | 18 de diciembre de 2013 |

### Primera temporada
| N.º | Título                      | Fecha de emisión original |
| --- | --------------------------- | ------------------------- |
| 1   | «Welcome to Redneck Heaven» | 9 de octubre de 2013      |
| 2   | «Promotion Problems»        | 9 de octubre de 2013      |
| 3   | «Marketing Mayhem»          | 16 de octubre de 2013     |
| 4   | «Rumor Has It»              | 16 de octubre de 2013     |
| 5   | «True Lies»                 | 23 de octubre de 2013     |
| 6   | «Redneck Etiquette»         | 23 de octubre de 2013     |
| 7   | «Cowgirl Camp Out»          | 6 de noviembre de 2013    |
| 8   | «Bringing Down the House»   | 13 de noviembre de 2013   |
| 9   | «Party Poopers»             | 20 de noviembre de 2013   |
| 10  | «Relationship Rodeo»        | 27 de noviembre de 2013   |
| 11  | «Make Ups And Break Ups»    | 4 de diciembre de 2013    |
| 12  | «Texas Turmoil»             | 11 de diciembre de 2013   |
| 13  | «Friendtervention»          | 18 de diciembre de 2013   |
| 14  | «Cow Girl Up»               | 18 de diciembre de 2013   |

## Recepción
La revista Variety lo describen como "Coyote Ugly: The Series". Brian Lowry critica la «mismidad lúgubre a estos personajes y situaciones», y que muy poco de la serie parece real. Lowry clasifica este espectáculo basado en Texas como un intento de imitar el atractivo regional de programas como Duck Dynasty, Honey Boo Boo, y Jersey Shore, pero el show no logró fabricar personajes genuinos con tanta facilidad como los espectáculos.